# 劳工革命组织
劳工革命组织（英語：Revolutionary Organization of Labor），前身是雷欧之光团体（Ray O. Light Group），是美国的一个已不存在的共产主义组织。1961年，该组织从美国共产党中分裂出来。它主要奉行马列主义意识形态。

## 意识形态
与标准的毛主义观点的“两线斗争”不同，它认为辩证唯物主义理解社会主义生产关系的特点是马列主义和修正主义的斗争，雷欧之光的立场则是“三线斗争”。“相信毛泽东的位置在文化大革命中导致了危险”，马列主义的立场是不偏不倚看待问题，必须防止“左”倾和右倾。出于这个原因，它将1966年文化大革命开始后的中华人民共和国视为偏离马克思列宁主义。
基于约瑟夫·斯大林在马克思主义和民族问题的标准看法，关于什么素质构成一个国家以及非洲美国共产主义理论，哈利·海伍德认为非洲裔美国人受压迫的国家应有自决权和独立权力，它主张非洲裔美国人/墨西哥裔美国人有民族自决权。它是在美国提出这种观点的唯一的马克思主义集团。
该组织没有自己的网站，它的著作，不论新旧都放置在“www.mltranslations.org”上。高校也似乎并没有主动公开出现在美国激进政治舞台。然而，“雷欧之光”在共产主义运动中自认为是个重要的集团。它经常被每年由比利时工人党举办国际共产主义研讨会邀请做一个参与者或观察者；它还定期参加马列主义政党和组织国际会议 (国际通讯)。
它强调民族解放，因为它认为绝大部分的美国工人阶级被买通了，即是一个部分的劳动贵族从帝国主义获得的好处就是真正的革命潜力。值得注意的是，这似乎是在他们最近的著作中特别强调的。它认为“劳苦工作着的人类的主要敌人”是帝国主义，是美国为首的帝国主义。因此他们呼吁在经济全球化运动与政治反战运动团结组成一个坚实的反帝国主义的基础。